# Koblenz Open
Koblenz Open – męski turniej tenisowy rangi ATP Challenger Tour. Rozgrywany na kortach twardych w niemieckiej Koblencji od 2017 roku.

## Mecze finałowe

### Gra pojedyncza
| Rok  | Mistrz          | Finalista               | Wynik            |
| 2023 | Roman Safiullin | Vasek Pospisil          | 6:2, 7:5         |
| 2022 | Nie rozgrywany  | Nie rozgrywany          | Nie rozgrywany   |
| 2021 | Nie rozgrywany  | Nie rozgrywany          | Nie rozgrywany   |
| 2020 | Tomáš Macháč    | Botic van de Zandschulp | 6:3, 4:6, 6:3    |
| 2019 | Gianluca Mager  | Roberto Ortega Olmedo   | 2:6, 7:6(6), 6:2 |
| 2018 | Mats Moraing    | Kenny de Schepper       | 6:2, 6:1         |
| 2017 | Ruben Bemelmans | Nils Langer             | 6:4, 3:6, 7:6(0) |

### Gra podwójna
| Rok  | Mistrzowie                                | Finaliści                         | Wynik             |
| 2023 | Fabian Fallert Hendrik Jebens             | Jonathan Eysseric Denys Molchanov | 7:6(2), 6:3       |
| 2022 | Nie rozgrywany                            | Nie rozgrywany                    | Nie rozgrywany    |
| 2021 | Nie rozgrywany                            | Nie rozgrywany                    | Nie rozgrywany    |
| 2020 | Sander Arends David Pel                   | Julian Lenz Yannick Maden         | 7:6(4), 7:6(3)    |
| 2019 | Zdeněk Kolář Adam Pavlásek                | Jürgen Melzer Filip Polášek       | 6:3, 6:4          |
| 2018 | Romain Arneodo Tristan-Samuel Weissborn   | Sander Arends Antonio Šančić      | 6:7(4), 7:5, 10–6 |
| 2017 | Hans Podlipnik-Castillo Andrej Wasileuski | Roman Jebavý Lukáš Rosol          | 7:5, 3:6, 16–14   |